# Tang Xianzu

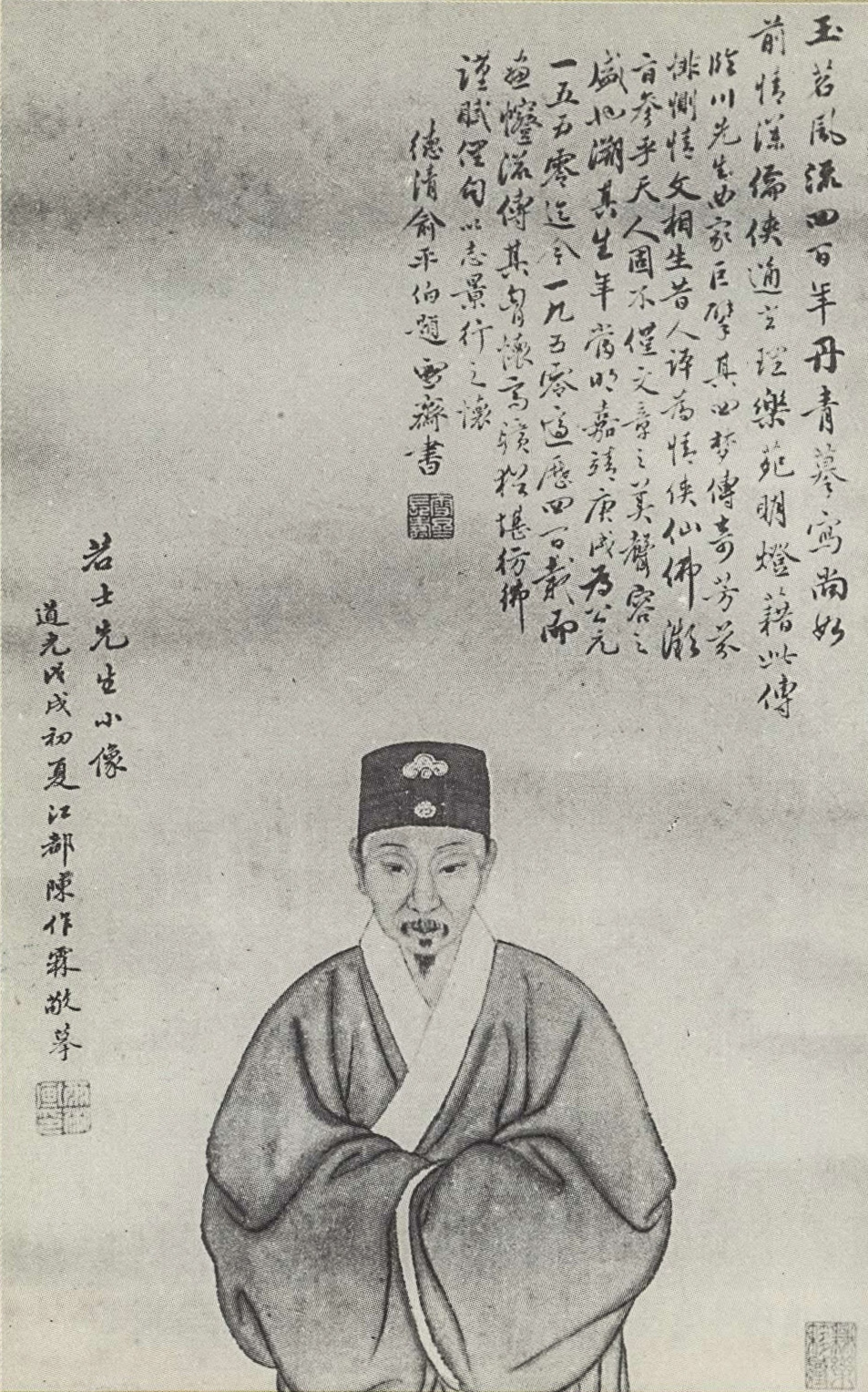
Tang Xianzu

Tang Xianzu (chinês tradicional: 湯顯祖, chinês simplificado: 汤显祖, pinyin: Tāng Xiǎnzǔ, Wade–Giles: T'ang Hsien-tsu, nome de cortesia Yireng (義仍) (Linchuan, 24 de setembro de 1550 - 29 de julho de 1616) foi um escritor e dramaturgo chinês da dinastia Ming.
Em cada uma das suas quatro obras conhecidas como "Os Quatro Sonhos", o sonho desempenha um papel determinante. Todas continuam a ser representadas modernamente, sendo a mais célebre O Pavilhão das Peónias (牡丹亭). Com essa obra, ele foi a figura central do culto de qing.

## Obras
- A Flauta Púrpura (chinês: 紫簫記, pinyin: Zǐxiāo Jì)

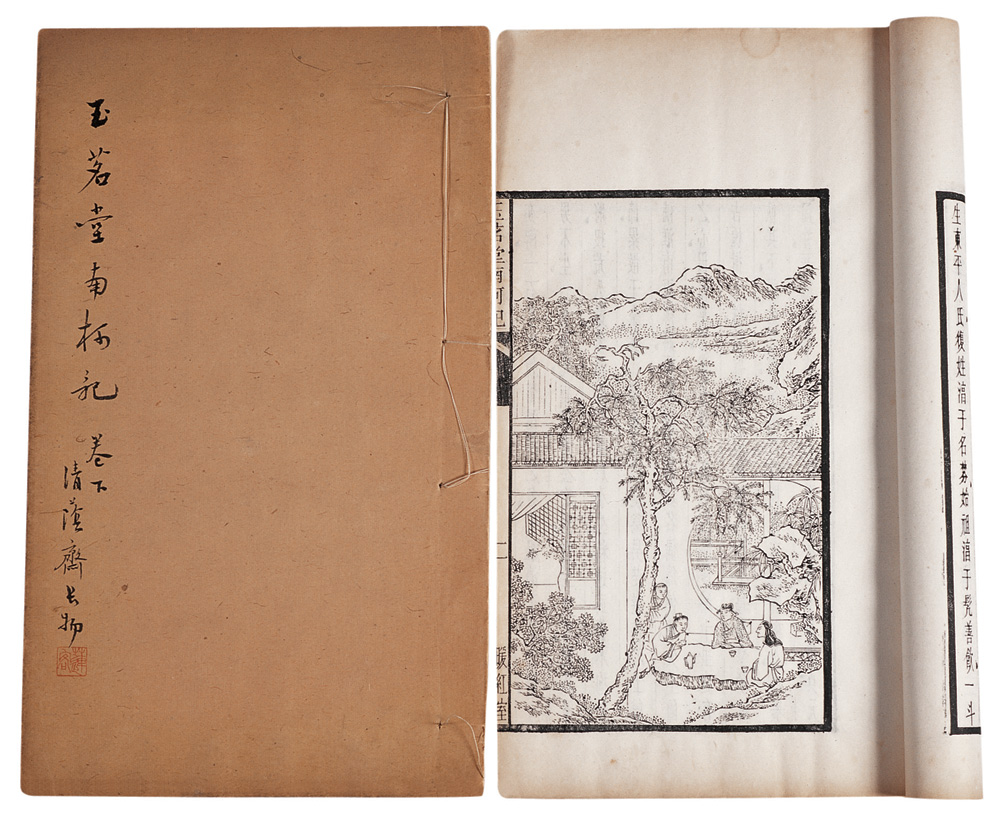
Página de cópia de Registo do Ramo do Sul

- O Gancho de Cabelo Púrpura (chinês: 紫釵記, pinyin: Zǐchāi Jì), see 紫釵記 (粵劇)
- O Pavilhão das Peónias (chinês: 牡丹亭, pinyin: Mǔdān Tíng)
- Registo de Handan (chinês: 邯鄲記, pinyin: Hándān Jì)
- Registo do Ramo do Sul (chinês: 南柯記, pinyin: Nánkē Jì)